# Badewelt Waikiki

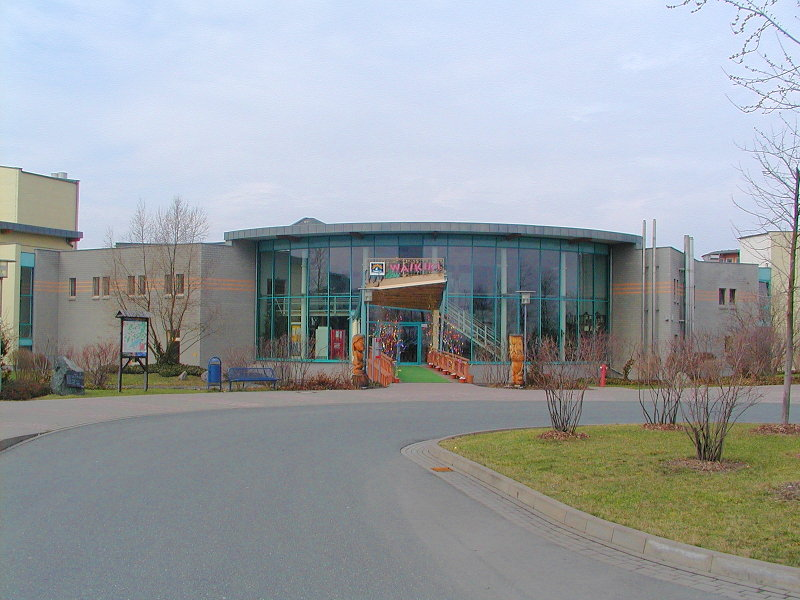
Badewelt Waikiki in Zeulenroda-Triebes

Die Waikiki Thermen- und Erlebniswelt am Zeulenrodaer Meer in Zeulenroda war ein in 1997 eröffnetes Freizeit- und Erlebnisbad mit hawaiischem Ambiente. Seit dem 1. Januar 2023 war es für Umbaumaßnahmen geschlossen.

## Ausstattung
In mehreren Bereichen ist ein Ausblick auf die Landschaft mit der Talsperre Zeulenroda gegeben. Die „Waikiki Thermen- und Erlebniswelt“ untergliedert sich in Erlebnis- und Sportbad, Gastronomie, sowie Sauna. Im Erlebnisbad befinden sich Strömungskanal, Familienrutsche, Grotte, Sprudelliegen, Whirlpool, Wasserfall, Außenbecken (mit Sole), Solarien und Liegeflächen. Die Gastronomie unterteilt sich in externes, Free-flow- und Saunarestaurant und wird von der internen Küche bedient. Die Sitzbereiche sind klimatisch vom Bad getrennt. Der Saunabereich bietet verschiedene Kabinen, angefangen von finnischer Sauna über Dampfbad, Biosauna und Bio-fire-Sauna bis hin zu vier Blockhaussaunen. Außerdem gibt es Ruhebereiche, Wasseranwendungen, Solarien, Medienraum und Massagen. Im Sportbad befindet sich ein 25-m-Sportbecken (mit Sprungtürmen und Hubboden) und eine Galerie mit Liegeflächen.

## Technik und Daten
Die Heizung des Bades erfolgt über zwei Blockheizkraftwerke mit einer Gesamtleistung von 320 kW thermisch und 170 kW elektrisch. Damit wird die Grundlast des Bades abgedeckt. Neben den Blockheizkraftwerken sind noch ein Brennwertkessel (630 kW) und ein Niedertemperaturkessel (930 kW) installiert.
Für die Be- und Entlüftung des Bades sind 14 Lüftungsanlagen eingebaut. Diese Anlagen wälzen 160.000 m3 Luft pro Stunde um. In den Lüftungsanlagen sind rekuperative bzw. regenerative Wärmetauscher eingebaut. Damit wird die kalte Außenluft mit der warmen Abluft vorgewärmt. Der Wärmerückgewinnungsgrad beträgt auf das ganze Jahr bezogen ca. 80 %.
Für die Aufbereitung des Badewassers sind fünf Filteranlagen mit einer Gesamtumwälzleistung von 1.120 m3/h installiert. Die installierten Attraktionen wie Wasserfall, Strömungskanal, Massagedüsen, Breitspeier, Bodenbubbler, Rutschen haben eine Leistung von 1.860 m3/h.

## Schließung & Modernisierung
Die Badewelt Waikiki soll in den kommenden Jahren umfangreich saniert und attraktiviert werden. Aus diesem Grund ist das Bad für Kunden ab dem 31. Dezember 2022 vorübergehend geschlossen worden. Die Schließung sollte ursprünglich erst im Frühjahr erfolgen. Aufgrund der gestiegenen Energiepreise, aber auch wegen Personalmangel wurde sie nun aber vorgezogen, sagte Nils Hammerschmidt, der Bürgermeister von Zeulenroda-Triebes.
Einige Zeit musste die Stadt auf die Genehmigung des Fördermittelantrages für die Sanierung warten. Grünes Licht für die Modernisierung gab nun das Thüringer Wirtschaftsministerium. Laut dem Betreiber soll diese Maßnahme rund 2,5 Jahre dauern.
Am 25. Juni 2025 beschloss der Stadtrat der Stadt Zeulenroda-Triebes das endgültige Aus für die Badewelt Waikiki. Die städtische Betreibung sowie dessen Sanierung seien zu teuer. Das Grundstück sowie Gebäude hätte aus der Insolvenzmasse der Stadtwerke gekauft werden müssen. Die Stadträte stellten am Ende nur einen potenziellen privaten Investor in Frage.